# Tour de Romandía 1986
La 40.ª edición del Tour de Romandía se disputó del 5 de mayo al 11 de mayo de 1986 con un recorrido de 1083,4 km dividido en un prólogo inicial y 7 etapas, con inicio en Lugano, y final en Ginebra.
El vencedor fue el belga Claude Criquielion, cubriendo la prueba a una velocidad media de 37,9 km/h.

## Etapas[1]
| Etapa   | Recorrido              | Km    | Ganador               |
| Prólogo | Lugano                 | 5,5   | Jean-Francois Bernard |
| 1.ª     | Lugano-Sion            | 234,6 | Nico Emonds           |
| 2.ª     | Crans-Montana-Friburgo | 172,7 | Maarten Ducrot        |
| 3.ª     | Dudingen-Lausana       | 182,1 | Mathieu Hermans       |
| 4.ª     | Lausana-Delémont       | 191,9 | Bruno Cornillet       |
| 5.ªa    | Delémont-Neuchâtel     | 92,6  | Stephan Joho          |
| 5.ªb    | Neuchâtel              | 29,5  | Jean-François Bernard |
| 6.ª     | Neuchâtel-Ginebra      | 174,5 | Jan Nevens            |

## Clasificaciones
Así quedaron los diez primeros de la clasificación general de la segunda edición del Tour de Romandía
| \| 1. \| Claude Criquielion \| Bélgica \| 28h 34'29" \| \| \| 2. \| Jean-François Bernard \| Francia \| + 2'35" \| \| \| 3. \| Bruno Cornillet \| Francia \| + 2'38" \| \| \| 4. \| Nico Emonds \| Bélgica \| + 3'13" \| \| \| 5. \| Jean-Marie Grezet \| Suiza \| + 3'27" \| \| \| 6. \| Bernard Vallet \| Suiza \| + 4'18" \| \| \| 7. \| Jorg Muller \| Suiza \| + 4'27" \| \| \| 8. \| Urs Zimmermann \| Suiza \| + 4'58" \| \| \| 9. \| Beat Breu \| Suiza \| + 4'59" \| \| \| 10. \| Marc Sergeant \| Bélgica \| + 5'03" \| \| |                       |         |            |  |
| 1. | Claude Criquielion    | Bélgica | 28h 34'29" |  |
| 2. | Jean-François Bernard | Francia | + 2'35"    |  |
| 3. | Bruno Cornillet       | Francia | + 2'38"    |  |
| 4. | Nico Emonds           | Bélgica | + 3'13"    |  |
| 5. | Jean-Marie Grezet     | Suiza   | + 3'27"    |  |
| 6. | Bernard Vallet        | Suiza   | + 4'18"    |  |
| 7. | Jorg Muller           | Suiza   | + 4'27"    |  |
| 8. | Urs Zimmermann        | Suiza   | + 4'58"    |  |
| 9. | Beat Breu             | Suiza   | + 4'59"    |  |
| 10. | Marc Sergeant         | Bélgica | + 5'03"    |  |